# Palau de Sorgenfri
El Palau de Sorgenfri fou construït per l'arquitecte Françoise Dieussart durant el bienni que va des de 1705 fins a 1706 pel comte Carl Ahlefeldt. Des de l'any 1730 es convertí en una casa de camp de la família reial danesa.
El rei Frederic V de Dinamarca reformà el Palau de la mà de l'arquitecte de la Cort, Lauritz de Thurah. Aquestes reformes se centraren en l'engrandiment del palau i en la construcció d'una nova ala palatina dedicada a realitzar d'alberg per membres de la Cort.
Posteriorment es realitzaren noves obres al Palau pels diferents membres de la família reial que hi habitaren. Així, l'any 1756 es demolí l'edifici principal del Palau i es construí de bell nou el Palau. Posteriorment el rei Frederic VI de Dinamarca realitzà noves obres d'embelliment i engrandiment del Palau.
El rei Frederic VII de Dinamarca cedí el Palau a l'Estat. Després d'una llarga etapa, la pràctica totalitat del segle xix, de caure en desús, l'any 1898 el palau es convertí en la residència principal del príncep Cristià de Dinamarca i de la seva muller, la duquessa Alexandrina de Mecklenburg-Schwerin.
El Palau es convertí en la residència d'estiu preferida pels monarques danesos des de l'any 1911 quan Cristià accedí al tron. Tant el rei Frederic IX de Dinamarca com el príncep Knud de Dinamarca nasqueren al Palau.
Amb el casament del príncep Knud de Dinamarca amb la seva cosina, la princesa Carolina Matilde de Dinamarca, el palau passà a ser la seva residència oficial. Allà hi visqueren, i nasqueren la majoria dels seus fills, fins a la seva mort, l'any 1976 i l'any 1995 respectivament.
Des de la mort de la princesa Carolina Matilde de Dinamarca el palau ha romàs deshabitat. La Corona no permet visites a aquest, que es manté tancat al públic, únicament una part del gran parc del Palau és obert al públic.